# Wu Zixu
Wu Zixu (kinesiska: 伍子胥; 526-484 f.Kr.), även känd som Wu Yun (förenklad kinesiska: 伍员, traditionell kinesiska: 伍員), är den mest berömde förfaden för personer med efternamnet Wu. Alla grenar av Wu-klanerna hävdar honom som sin "förste förfader". Han levde under vår- och höstperioden (722-481 f.Kr.) i Kinas historia. De historiska källorna om Wu återfinns i två berömda kinesiska klassiker: Historiska nedteckningar (Shiji) (史記 Shǐjì) av Sima Qian (司馬遷) och Krigskonsten av Sun Zi (孫子 Sūnzǐ eller 孫武 Sūnwǔ).

## Levnad
Wu föddes som andre son till Wu She (伍奢), som var kunglig lärare i staten Chu (楚). Oturligt nog beordrade kungen, som hade fått falska rapporter om komplottförsök, att Wu She skulle avrättas. Wu Zixu flydde till staten Wu (吳), där han gick i tjänst hos prins Guang (光). Efter att prinsen hade uppstigit på Wus tron och blivit kung Helü av Wu (闔閭), började han utnyttja Wu Zixu i stora projekt. Kungen gav honom i uppdrag att utforma och leda byggandet av den "Stora staden", som utvecklades till att bli nutidens Suzhou (/蘇州). Hans utformning sägs ha inbegripit den miljömässiga harmonin mellan jord och vatten och den kosmiska balansen mellan himmelska och jordiska krafter. Under samma tid hjälpte han också kungen att bygga upp statens militärmakt. 506 f.Kr. hjälpte han och Sun Zi kungen att inleda stora offensiver mot staten Chu. De gick segrande ur fem fältslag och erövrade huvudstaden Ying (郢). Denna seger ledde till, att Wu upphöjdes till hertig av Shen (申); därefter fick han namnet Shenxu (申胥).
Efter kung Helüs död lyckades Wu inte vinna Wus nye kung Fuchais (夫差) förtroende. Han såg dock särskilt den stora faran i kung Goujian (句踐) av Yue (越) och rådde kungen att erövra den staten. Kungen lyssnade emellertid istället till Bo Pi, en kejserlig minister, som blev mutad av staten Yue och gav därför Wu ett svärd att begå självmord med, efter att han anklagat honom för sabotage. Innan han begick självmord bad Wu Zixu kung Fuchai att förblinda honom efter hans död och hänga upp hans ögon vid stadsporten, så att han skulle bevittna hur Wus huvudstad erövrades av Yue-armén. Inom tio år efter hans död visade sig alla hans råd vara profetiska: staten Wu erövrades av kung Goujian. Vid hans lands nedgång, innan kung Fuchai begick självmord, beklagade han sig över att inte ha följt Wu Zixus visa råd och täckte sitt ansikte i dödsögonblicket, eftersom han inte hade tillräckligt med mod att visa sig för Wu i livet efter detta.

## Wu Zixu som historisk person
Vissa kineser anser att Drakbåtsfestivalen, som firas på den femte dagen i den femte månmånaden och vanligtvis associeras med poeten Qu Yuan (屈原), faktiskt minner om Wu Zixus död, då hans kropp kastades i floden nära Suzhou efter hans påtvingade självmord.
Efter Wu Shes fängslande beordrade kungen att både denne och hans äldste Wu Shang (伍尚) skulle avrättas. På grund av Wu Zixus ständiga begär att hämnas sin fars och sin brors orättfärdiga avrättningar anses han vara ett exempel på barnpietet.
I vissa delar av Kina dyrkas Wu Zixu som en flodgud med titeln "Gud över vågorna" (濤神).
Ett minnesmärke till Wu Zixus ära restes nyligen i Suzhou.